# Miagrammopes alboguttatus
Miagrammopes alboguttatus är en spindelart som beskrevs av F. O. Pickard-Cambridge 1902. Miagrammopes alboguttatus ingår i släktet Miagrammopes och familjen krusnätsspindlar. Inga underarter finns listade i Catalogue of Life.